# Лагерфельд, Карл
Карл О́тто Лагерфе́льд (нем. Karl Otto Lagerfeld; 10 сентября 1933, Гамбург, Германия — 19 февраля 2019, Нёйи-сюр-Сен, Франция) — немецкий модельер, фотограф, коллекционер и издатель. Вплоть до своей смерти был бессменным главным модельером итальянского дома моды Fendi (с 1965) и французского Chanel (с 1983), с которыми имел пожизненные контракты; в 1966—1983 и 1992—1997 годах также создавал коллекции для Chloé. Основатель собственного дома моды Karl Lagerfeld (1984). Лагерфельда, который был одной из наиболее влиятельных фигур модного бизнеса, часто называли «кайзером Карлом», «царём моды» или «королём моды».

## Биография
Карл Лагерфельд родился 10 сентября 1933 года в Гамбурге в семье крупного предпринимателя, владельца фабрики по производству сгущённого молока Отто Лагерфельда. У него была старшая сестра Марта-Кристиана, которая с 1957 года жила в США и умерла в 2015 году, а также единокровная сестра Теа.
Лагерфельд скрывал свой истинный возраст, называя разные даты рождения. В 2009 году он сказал в интервью, что родился между 1933 и 1938 годами, но никаких документов, подтверждающих точную дату, не сохранилось. В апреле 2013 года он сообщил, что появился на свет в 1935 году, а путаница с его возрастом возникла по вине матери.
В 1934 году родители купили большую усадьбу в Бад-Брамштедте. В 1939 году семья вернулась в Гамбург. В 1944 году, после того как город практически полностью был уничтожен в результате бомбардировок союзников, Лагерфельды снова поселились в Бад-Брамштедте. В 1949 году семья вновь вернулась в Гамбург, где Карл продолжил учёбу в школе им. Бисмарка. В том же 1949 году посетил вместе с матерью показ мод Кристиана Диора, который поразил его.
В 1953 году вместе с матерью он переехал в Париж, где учился в школе при Синдикате высокой моды, однако диплома не защитил. В 1954 году получил премию за дизайн пальто в конкурсе модельеров, организованном Международным секретариатом шерсти — среди членов жюри были Бальмен и Живанши, победителем был назван Ив Сен-Лоран, с которым Карл с этого времени подружился (их дружба, продолжавшаяся до 1975 года, разладились из-за личных отношений и затем перешла в острое соперничество). После конкурса Пьер Бальмен пригласил его стать своим ассистентом — Лагерфельд работал в его доме моды до 1962 года.
В 1958 году Лагерфельда пригласили модельером в дом моды Жана Пату, где его первой коллекцией стала «линия К» с простым передом, контурной спинкой и завышенной талией. Там он перенял секреты мастерства у закройщицы Альфонсины и заведующего архивом господина Габриеля.
В 1965 году Лагерфельд возглавил итальянский дом моды Fendi, где создавал коллекции одежды из кожи и меха. С 1966 года он был модельером парижского дома моды прет-а-порте Chloé, с которым сотрудничал до середины 1980-х годов, когда тот поменял владельцев.
В 1973 году Лагерфельд был награждён премией «Золотая прялка». В 1979 году он получил приглашение преподавать в Венской высшей школе прикладного искусства (Hochschule fur angewalte Kunst) на должности профессора.
В 1982 году Лагерфельд стал художественным руководителем дома моды Chanel — его кандидатуру на этот пост рекомендовала президенту Chanel Китти Д’Алессио главный редактор Vogue Грейс Мирабелла. Переговоры, которые  в течение года велись в Лондоне, держали в полном секрете. То, что немец возглавил известный парижский дом, стало знаковым моментом в мире моды; восхождение Лагерфепльда на модный олимп назвали «чёрным днём для дома Yves Saint Laurent». Свою первую коллекцию от-кутюр Лагерфельд представил 25 января 1983 года в салоне «Шанель» на улице Камбон, 31.
В 1984 году он основал собственный дом моды — Karl Lagerfeld Impression, основал линии KL и более демократичную K by Karl Lagerfeld (2006).
С 1987 года занялся фотографией, опубликовал несколько книг. В 1987—1995 годах сотрудничал с крупным немецким производителем одежды Клаусом Штайльманом (Klaus Steilmann). В 1992—1997 годах вновь занимал должность главного модельера дома Chloé.
Наравне с Джанни Версаче активно культивировал образ топ-модели. Его любимыми манекенщицами были Инес де ля Фрессанж, Линда Евангелиста, Синди Кроуфорд и, особенно, Клаудия Шиффер. «Если бы мне пришлось развязать Троянскую войну, Клаудия была бы моей Еленой», — говорил он. Тем не менее, в 1994 году он перестал работать с Шиффер после того, как она стала рекламным лицом компании «Фанта».
В 1998 году открыл в Париже художественную галерею Lagerfeld Gallery — Studio 7L.
В 2015 году впервые представил коллекцию «высокого меха» от Fendi, в рамках которой создал самую дорогую в мире шубу — выполненная из меха соболей, она была оценена в 1 млн $.
Лагерфельд был большим книголюбом, его личная библиотека насчитывала 300 тысяч томов. В 2000 году он основал в Париже собственный издательский дом 7L и открыл одноимённый книжный магазин. В том же году он продал на аукционе Christie's часть своей коллекции книг о французском искусстве XVIII века.
Модельер был известен и как парфюмер. Он создал ароматы Chloé (1975), KL (1982), Jako (1997), а также аромат с запахом книги.
Лагерфельду нравилось одевать Брижит Макрон. Модельер утверждал, что у неё «самые красивые ноги Парижа» и даже сравнивал первую леди Франции с Брижит Бардо.
В начале января 2019 года Лагерфельд впервые не вышел в финале показа своей коллекции для дома Chanel, сославшись на вывихнутую лодыжку. Вместо него гостей приветствовала Виржини Виар, «правая рука» кутюрье, сам модельер остался за кулисами в инвалидном кресле. 18 февраля Карл Лагерфельд был срочно госпитализирован, а на следующий день, утром 19 февраля 2019 года, в возрасте 85 лет скончался от рака поджелудочной железы.
Он считал неправильным обременять кого-нибудь своим телом после смерти. «Я просто хочу исчезнуть, как животные в девственном лесу», — сказал он. После кремации пепел модельера смешают с пеплом матери и пеплом Башера, его спутника жизни.

### Личная жизнь
Лагерфельд никогда не был женат и не имел детей. В 1971 году познакомился с парижским денди Жаком де Башером. В 1973 году у де Башера начались отношения с Ивом Сен-Лораном, что привело к разрыву давней дружбы между модельерами (впоследствии они вновь стали общаться). После того, как под давлением Пьера Берже Сен-Лоран расстался с де Башером, тот вновь стал спутником жизни Лагерфельда. После его смерти от СПИДа в 1989 году, Лагерфельд жил один. В его распоряжении круглые сутки находились домработница, повар и шофёр. Как он сам признавался, секс его не интересовал.
В последние годы жизни Лагерфельд был сильно привязан к своей питомице, бирманской кошке по кличке Шупетт (фр. Капусточка) и даже написал о ней книгу. Шупетт вдохновила его на создание капсульной коллекции аксессуаров, а также стала прообразом одного из фирменных принтов марки Karl Lagerfeld. Она участвовала в съёмках нескольких рекламных кампаний, в общей сложности «заработав», по словам модельера, более 3 млн евро. Для неё Лагерфельд приобрёл персональный самолёт и нанял двух горничных.
Имея немецкое гражданство, Карл Лагерфельд смог завещать кошке своё состояние (во Франции передача наследства животным запрещена).

### Собственный стиль
Особенностью Лагерфельда, наряду с его матовыми белоснежными волосами, собранными в конский хвост (он носил его с 1976 года), были тёмные солнечные очки, корректирующие дефект зрения. До 2000 годов, прежде всего в период 1980—1990 годов, дизайнер появлялся на публичных мероприятиях с веером в руках. По его словам, веер служил защитой от сигаретного дыма и папарацци. Так как после смерти Башера Лагерфельд стал набирать вес, одежду для себя он в основном приобретал у таких японских дизайнеров, как Matsuda, Comme des Garçons и Yamamoto. Начиная с 1 ноября 2000 года в течение 13 месяцев Лагерфельд потерял около 42 кг благодаря 3D-диете (Дизайнер, Доктор, Диета), разработанной французским врачом. Причиной тому стали зауженные костюмы Dior Homme Эди Слимана, которые Лагерфельд очень хотел носить: «Я ношу узкие костюмы, чтобы не иметь возможности потолстеть. Моё единственное стремление — возможность продолжать носить одежду Dior размера 48/46». Кроме того, с середины 2000-х годов Лагерфельд предпочитал носить перчатки-митенки, серебряные украшения от Chrome Hearts, закрытые воротники и узкие брюки или джинсы.

## Творчество

### Сотрудничество и проекты
В 1980-е годы появился телесериал об истории моды. Лагерфельд освещал моду в течение времени при помощи изображений, выведенных перед камерой (к примеру, различия между модой в Германии с 1610 по 1620 гг.). Для Мадонны Лагерфельд разработал сценические наряды для её Re-Invention World Tour в 2004 году. В 2005—2006 года Лагерфельд работал для Кайли Миноуг.
В 2008 году он изготовил плюшевого мишку Steiff в типичном наряде Лагерфельда, который был продан за 1500 $ в США. В начале 2008 года была представлена видеоигра Grand Theft Auto IV, в которой голос Лагерфельда можно было услышать в фиктивной радиостанции K109, созданной в игре. С середины 2008 года дизайнер принимал участие в проектировании целого острова под названием Isla Moda, включая квартиры, отели, магазины у побережья Дубая. Проект не был реализован к концу 2010 года, в связи с этим Лагерфельд ушёл с поста дизайнера.
В конце 2009 года итальяно-американский производитель игрушек Tokidoki выпустил смоделированную фигурку Лагерфельда размером 25 см в количестве 1000 экземпляров, стоимость каждой составляла 129 евро.
В конце 2009 года дизайнер сотрудничал с французским производителем шлемов и разработал некоторые модели мотоциклетных шлемов и шёлковых платков. В начале 2010 года создал для компании Coca-Cola бутылку Coca-Cola Light лимитированного выпуска, которая продавалась по цене 3,50 евро за штуку.
В июне 2010 года Лагерфельд работал в сатирическом журнале Eulenspiegel в качестве карикатуриста. В середине 2010 года он на один день занял должность главного редактора французской ежедневной газеты Libération и сделал для неё несколько карикатур. В Германии 1 декабря 2013 года Карл Лагерфельд разработал издание еженедельной газеты Die Welt с собственными фотографиями, текстами и цветными иллюстрациями.
Для сезона осень/зима 2010 ювелирный производитель Swarovski представил разработанные Лагерфельдом для Atelier Swarovski браслеты, ожерелья и броши.
Итальянский производитель обуви Hogan, входящий в группу Tod’s, принадлежащую Диего Делла Валле, представил в октябре 2010 года совместную дизайнерскую работу с Карлом Лагерфельдом по шести эскизам женской обуви, одежды и аксессуаров для сезона весна 2011 года. Сотрудничество с Hogan было продолжено созданием коллекции осень/зима 2011 года.
С 31 августа 2011 года в рамках сотрудничества с сетью американских универмагов Macy’s по коллекциям дизайнеров IMPULSE Карл Лагерфельд разработал капсульную коллекцию женской одежды ограниченного выпуска низкого ценового сегмента.
В 2015 году разработал женскую коллекцию Karl Lagerfeld Sport City из 18 моделей для немецкого интернет-магазина Zalando. Весной 2017 года работал вместе с французским производителем текстиля Vilebrequin и представил коллекцию купальников. В 2017 году стало известно, что Лагерфельд будет сотрудничать с австралийским производителем косметики ModelCo и в 2018 году запустит ограниченную серию красоты. Весной 2018 года он сотрудничал с производителем спортивных товаров Puma.

### Работы в кино
- В 1973 году снялся в фильме «Любовь» Энди Уорхола.
- Камео в фильме «Маменькин сынок[фр.]» (2015)
- Камео в фильме «Дублёр» (2006)

Художник по костюмам
- 1991 — «Высокие каблуки», режиссёр Педро Альмодовар
- 2002 — «Каллас навсегда», режиссёр Франко Дзеффирелли

### Участие в рекламе
В 2008 Лагерфельд снялся в социальной рекламе французской инспекции дорожной безопасности, позируя в костюме, поверх которого надет жёлтый жилет со светоотражающими полосами. В 2010 году участвовал в рекламных кампаниях 3 SUISSES и автомобиля Volkswagen Golf STYLE.

## Критика
Лагерфельд постоянно подвергался критике из-за того, что предпочитал худощавых моделей, которых приглашал для участия в своих коллекциях. Он высказывался против запрета появления на подиуме слишком худых моделей. В 2004 году в новостях появился негативный отзыв на коллекцию сети магазинов моды H&M. Компания предложила покупателю одежду более крупных размеров, на что Лагерфельд отреагировал так: «То, что я разработал, является модой для худых, стройных людей. Такова была изначальная идея».
В ноябре 2017 года Лагерфельд вызвал возмущение, назвав на французском телевидении мусульманских беженцев «наихудшими врагами евреев».
В мае 2018 года Карл Лагерфельд заявил французскому еженедельному журналу Le Point, что он «ненавидит» Ангелу Меркель за её политику в отношении беженцев. Со своим сомнительным решением принятия «одного миллиона мигрантов» в Германию, она проложила путь партии «Альтернатива для Германии» (AfD) в Бундестаг на выборах 2017 года. Теперь сидит «сотня неонацистов в парламенте», так как Меркель «забыла» немецкую историю. «Если это будет продолжаться, я откажусь от немецкого гражданства».

### Отношение к меху
Лагерфельд регулярно использовал натуральный мех в коллекциях для модного дома Fendi. В 2001 году он был атакован активистами PETA, которые выступали против использования натурального меха. Согласно изданию New York Post, модельер сказал, что не видит ничего предосудительного в том, что люди убивают зверей, которые по возможности сами бы убивали людей. Представитель PETA на это заявил, что «бредовое» утверждение Лагерфельда и менталитет «убей, или будь убитым» вряд ли применимы по отношению к норке или кролику. В 2015 году представил первую коллекцию «высокого меха» от Fendi. Однако, по его словам, в XXI веке использование дорогого меха настолько сократилось, что если раньше в сезон он мог изготовить сто соболиных шуб, то теперь — в лучшем случае одну.

## Награды
- 1955 — премия за дизайн пальто, конкурс Международного секретариата шерсти[англ.] .
- 1973 — премия «Золотая прялка» (Golden Spinning Wheel)
- 1985 — Офицер ордена «За заслуги перед Федеративной Республикой Германия»
- 1993 — премия Lucky Strike Designer Award.
- 1996 — приз Немецкого общества фотографии (Deutsche Geselleschaft fur Fotographie).
- 2010 — Командор ордена Почётного Легиона (Франция) — за вклад в культуру и искусство[62].

## Образ в искусстве
В 2007 году на Берлинском международном кинофестивале состоялась премьера фильма Родольфа Маркони «Секреты Лагерфельда» (Lagerfeld. Confidential), посвящённого модельеру.
В 2014 году вышел фильм французского режиссёра Джалиля Леспер «Ив Сен-Лоран», где показана дружба между молодыми модельерами Лагерфельдом и Ивом Сен-Лораном. Роль Лагерфельда исполнил Николай Кински.
В 2021 году компания Disney Plus сообщила о старте производства шестисерийной драмы Kaiser Karl («Кайзер Карл») по одноименной биографии Лагерфельда, которую написала журналистка Рафаэль Баке. Сериал с Даниэлем Брюлем в заглавной роли вышел 7 июня 2024 года на Hulu под названием «Стать Карлом Лагерфельдом».

### Документальные фильмы
- 2008 — Лагерфельд / Karl Lagerfeld, un roi seul (реж. Тьерри Демезьер / Thierry Demaizière, Албан Тюрле / Alban Teurlai)
- 2016 — Карл Лагерфельд. Быть и казаться / Karl Lagerfeld, être et paraître (реж. Лоран Аллен-Карон / Laurent Allen-Caron)